# Diplomacy (Spiel)
Diplomacy ist ein Brettspiel von Allan B. Calhamer, das die europäischen Machtverhältnisse vor dem Ersten Weltkrieg simuliert. Wichtiger als strategisches Geschick sind bei diesem Spiel vor allem das Führen diplomatischer Verhandlungen und das geschickte Aushandeln von Bündnissen zwischen den verschiedenen Spielern. Da es nur einen Sieger gibt, sind die Spieler früher oder später gezwungen, eingegangene Bündnisse wieder zu brechen.
Calhamer war an der Harvard-Universität ein Student des Diplomatiehistorikers Sidney Bradshaw Fay, der mit The Origins of the World War (1928) eines der damals wichtigsten Werke zur Vorgeschichte des Ersten Weltkriegs verfasst hatte. Hiervon inspiriert entwickelte er das Spiel nach und nach ab Ende der 1940er Jahre. 1954 war Diplomacy im Wesentlichen fertiggestellt; danach wurden nur noch Feinheiten geändert. Nachdem verschiedene große Spielefirmen die Produktion von Diplomacy abgelehnt hatten, ließ Calhamer im Jahr 1959 auf eigene Kosten 500 Exemplare produzieren. 1960 übertrug er die Produktion an Games Research, welche das Spiel 1961 veröffentlichten. Heute besitzt Hasbro die Rechte an dem Spiel. In den USA kam 2008 beim Hasbro-Label Wizards of the Coast eine neue Version heraus.

## Spielablauf
Auf einer Landkarte Europas, die annähernd die politischen Grenzen vor dem Ersten Weltkrieg darstellt, ringen sieben Mächte um die Vorherrschaft. Die Spieler verkörpern die Herrscher der Großmächte England, Frankreich, Deutsches Reich, Österreich-Ungarn, Italien, Russisches Reich und Osmanisches Reich. Das Spielbrett gliedert sich in 56 Land- und 19 Seegebiete, insgesamt stehen den Spielfiguren also 75 Spielfelder zur Verfügung. In der Standardvariante besteht das Ziel des Spiels darin, die Kontrolle über mindestens 18 von insgesamt 34 sogenannten Versorgungszentren (VZ) zu erringen. Versorgungszentren sind besonders bezeichnete Spielfelder, die sich ausschließlich auf dem Land befinden (entsprechend sind etwa 60 Prozent aller Landgebiete Versorgungszentren). Die Anzahl der Spielfiguren eines Spielers ist im Verlauf des Spiels an die Anzahl der von ihm kontrollierten Versorgungszentren gekoppelt: pro kontrolliertem VZ gibt es eine Einheit. Wird ein VZ verloren, müssen überzählige Einheiten abgebaut werden. Auf jedem Spielfeld kann sich, wie beim Schach, immer nur eine Einheit aufhalten.
Eine Diplomacy-Partie gliedert sich in Spieljahre, wobei 1901 das erste Spieljahr ist. Jedes Spieljahr ist wiederum in fünf Phasen unterteilt: zwei Bewegungsphasen, in denen die Spielfiguren auf dem Brett verschoben werden können; zwei Rückzugsphasen, in denen sich die Einheiten, die während der vorangehenden Bewegungsphase vertrieben wurden, auf freigebliebene Felder zurückziehen können; und schließlich als letzte Spielphase die Aufbauphase, in der die Anzahl der von jedem Spieler kontrollierten Spielfiguren der Anzahl seiner Versorgungszentren angepasst wird. Die Spielfiguren werden in Anlehnung an den Militärjargon auch Einheiten genannt, wobei es zwei Typen von Einheiten gibt: Armeen und Flotten. Verfügt ein Spieler über mehr Versorgungszentren als Einheiten, kann er „aufbauen“, hat er weniger, muss er „abbauen“. Welche Einheiten ein Spieler abbaut, bleibt ihm überlassen; neue Einheiten aufbauen kann er jedoch nur in den sogenannten Heimatzentren. Heimatzentren sind die Versorgungszentren, die sich auf dem Territorium der jeweiligen Großmächte befinden und allesamt die Namen großer Städte tragen (also beispielsweise London im Falle Englands, München im Deutschen oder Konstantinopel im Osmanischen Reich). Diese Heimatzentren besitzt jeder Spieler schon bei Spielbeginn, also noch vor dem ersten Zug.
Was Diplomacy von vielen anderen Brettspielen unterscheidet, ist, dass die Züge der einzelnen Spieler nicht nacheinander, sondern gleichzeitig ausgeführt werden. Zu diesem Zweck notiert jeder Spieler seine Züge und reicht sie zur Auswertung ein. Wichtig ist, dass es sich bei den notierten Zügen nur um Planungen handelt, die mit den Planungen der anderen Spieler in Konflikt geraten (und folglich scheitern) können. Demgemäß erfahren die Spieler erst nach der Auswertung, ob ihre Züge erfolgreich waren. Die Auswertung erfolgt auf der Grundlage von rund 20 nicht besonders komplizierten Einzelregeln, die vornehmlich das Halten und die Verdrängung von Einheiten betreffen, aber beispielsweise auch den Konvoi von Armeen über Seegebiete mit Hilfe von Flotten regeln. Da alle Einheiten gleich stark sind, und Konflikte nicht ausgewürfelt werden, lassen sich die durchführbaren Züge anhand der Planungen jederzeit nachvollziehen.
Eine weitere Besonderheit des Spiels ist die Möglichkeit, vor jeder Bewegungsphase mit den anderen Spielern zu kommunizieren. Da kein Spieler aus eigener Kraft das Spiel gewinnen kann, ist er auf die Unterstützung durch andere Spieler angewiesen. Diese erhält er durch das Schmieden von Bündnissen, durch geschickte „Diplomatie“, was dem Spiel den Namen gab.

## Diplomacy-Varianten
Inzwischen haben sich viele Varianten des Spiels entwickelt. Man klassifiziert die Varianten in die zwei Kategorien Kartenvarianten und Regelvarianten.
Bei einer Kartenvariante werden die Spielregeln des Standardspiels auf ein verändertes Spielbrett angewendet. Veränderte Standardkarten haben die Intention, vermeintliche Schwächen zu beseitigen, das Spiel in eine andere Spielzeit oder auf einen anderen Spielort zu transferieren, oder es mit veränderter Spielerzahl spielen zu können.
Eine Regelvariante verändert die Spielregeln. So wird z. B. die Startaufstellung variiert oder neue oder veränderte Einheitentypen eingeführt. Mischformen aus Karten- und Regelvarianten sind denkbar und häufig üblich.
Einige bekannte Diplomacyvarianten sind „Modern“ (Europakarte der heutigen Zeit), „Hundred“ (Hundertjähriger Krieg zwischen England, Frankreich, Burgund) und „1898“ (Spiel mit veränderter Startaufstellung). Als Brettspiel erhältlich war auch die Variante „Colonial“, die im Asien des 19. Jahrhunderts angesiedelt ist.

## Diplomacy als Fernpartie
Da für eine vollwertige Partie verhältnismäßig viele Spieler (7) gebraucht werden und das Verhandeln eine wesentliche Komponente des Spiels ist, eignet sich Diplomacy hervorragend als Postspiel. Dabei werden die Spielzüge per Post oder E-Mail an einen neutralen Spielleiter gesendet, der die Auswertung vornimmt und das Ergebnis und die abgegebenen Spielzüge veröffentlicht. Da eine durchschnittliche Diplomacy-Partie etwa zehn Spieljahre (1901–1910) dauert, verstreichen während einer solchen Fernpartie in realer Zeit – je nach gesetzten Zeitlimits – meist mehrere Monate. Neben der Auswertung durch einen Spielleiter gibt es noch eine spezielle, nur online zur Verfügung stehende Software (sog. Judges), die die Auflösung der Züge übernimmt. Judge-Partien verlaufen in der Regel schneller, da die Software sofort nach Eintreffen aller Züge auswertet und 24 Stunden aktiv ist.

## Diplomacy als Computerspiel
Es gab immer wieder Veröffentlichungen von Diplomacy als Computerspiel. Für das Betriebssystem MS-DOS gab es im Jahr 1986 eine sehr einfache Umsetzung in 4-Farben-Grafik mit Namen DipGame, welche lediglich 50 kB umfasste. Das Spiel ist heute noch im Internet erhältlich. Für den C64 gab es verschiedene Diplomacyspiele, die ausgereifteste stammt von Virgin Mastertronics aus dem Jahr 1990. Eine weitere Umsetzung als PC-Spiel erfolgte im Jahr 1999 durch die Firma MicroProse. Diese Version hatte bereits eine Netzwerkunterstützung und konnte eine zeitgemäße Grafik vorweisen. 2005 hat das schwedische Softwarehaus Paradox Interactive ein PC-Spiel namens Diplomacy mit Einzelspieler- und Multiplayer-Modus veröffentlicht. Außerdem existiert auch eine Umsetzung in eine Karte für das Computerspiel StarCraft (Blizzard Entertainment).
Alle bisherigen Umsetzungen haben ein Manko gemeinsam. Da die Verhandlungen zwischen den Spielern als Kernelement des Spieles den wesentlichen Teil des Spielreizes ausmacht, stehen und fallen alle Computerumsetzungen mit der Intelligenz der Computerspieler.
Online-Spiele stellen eine andere Möglichkeit zum computer-basierten Spielen von Diplomacy dar. Dabei werden die Züge und die Kommunikation per E-Mail oder per Weboberfläche ausgeführt. Die Auswertung der Züge wird entweder durch einen elektronischen Spielleiter oder einen Menschen vorgenommen.

## Meisterschaften
Die Deutschen Face-To-Face-Meisterschaften sind ursprünglich aus Treffen von Judgespielern hervorgegangen und werden inzwischen jährlich vom deutschen Dachverband DDB organisiert. Er war auch für die Diplomacy-Europameisterschaft 2004 mit 79 Teilnehmern und für die Diplomacy-Weltmeisterschaft 2006 in Berlin mit 133 Teilnehmern verantwortlich.
Die Deutschen e-Mail Meisterschaften werden seit dem Jahr 2001 mit teilweisen Regeländerungen (u. a. zeitlich befristete Partien) ausgetragen. Ab Herbst 2005 startete erstmals das DM-Turnier 2006/07 über einen verlängerten Zeitrahmen von bis zu zwei Jahren.

### Überblick
- DM 2001 mit 133 Teilnehmern. Sieger: Uwe Höfker
- DM 2002 mit 143 Teilnehmern. Sieger: Jürgen Lutz
- DM 2003 mit 112 Teilnehmern. Sieger: Mark Hachenberg
- DM 2004 mit 176 Teilnehmern. Sieger: Jochen Englert
- DM 2005 mit 130 Teilnehmern. Sieger: Burkhard Pietsch
- DM 2006/07 mit 140 Teilnehmern. Sieger: Marc Jünger
- DM 2008/09 mit 146 Teilnehmern. Sieger: Frank Oschmiansky
- DM 2010/11 mit 123 Teilnehmern. Sieger: Felix Hübner
- DM 2012/13 mit 161 Teilnehmern. Sieger: Michael Huesmann
- DM 2014/15 mit 112 Teilnehmern. Sieger: Markus Päuser
- DM 2015/16 mit 138 Teilnehmern. Sieger: Marc Schreiber